# Ramin Rezaeian
Ramin Rezaeian Semeskandi (en persa: رامین رضاییان سمسکندی‎; Sarí, Mazandarán, 21 de marzo de 1990) es un futbolista iraní que juega de defensa o centrocampista en el Esteghlal F. C. de la Iran Pro League.

## Trayectoria

### Saba Qom
Rezaeian jugó para el Saba Qom FC antes de firmar para el Rah Ahan Yazdan F.C. en 2013. Debutó en la Liga de Campeones de la AFC 2013 el 9 de febrero de 2013 en un empate 1-1 contra el club emiratí Al Shabab Al Arabi Club, jugó el partido completo, que terminó en una derrota 3-5 en penaltis después de la prórroga.

### Rah Ahan
Rezaeian firmó un contrato de tres años con el club de Teherán Rah Ahan Yazdan F.C. en 2013. Después de sus buenas actuaciones en la temporada 2014-15, Rezaeian fue convocado a la selección nacional. El 3 de noviembre de 2013 anotó su primer gol con su equipo en una victoria 2-3 ante el Zob Ahan FC, tres meses más tarde el 20 de febrero de 2014 marcó un gol en una victoria por goleada 0-3 contra el Tractor Sazi FC.

### Persépolis
Después de rechazar una oferta del club turco de la Superliga de Turquía Eskişehirspor Rezaeian se unió al Persépolis FC el 27 de junio de 2015 con un contrato de dos años. Marcó su primer gol para Persépolis en una victoria por 2-1 contra el F.C. Mashhad. El 26 de diciembre de 2015 Rezaeaian anotó un tiro libre contra el Padideh F.C. en un empate 2-2.

## Selección nacional
Fue convocado en la plantilla 2015 de Irán de la Copa Asiática 2015 el 30 de diciembre de 2014 por Carlos Queiroz. Hizo su debut contra Irak en un amistoso el 4 de enero de 2015. También jugó un partido amistoso contra Suecia. Rezaeian anotó su primer gol internacional el 17 de noviembre de 2015 en una victoria por 6-0 contra Guam.

### Goles internacionales
| # | Fecha                   | Sede                                                                              | Oponente           | Gol | Resultado | Competición                                |
| - | ----------------------- | --------------------------------------------------------------------------------- | ------------------ | --- | --------- | ------------------------------------------ |
| 1 | 17 de noviembre de 2015 | Centro Nacional de Entrenamiento de la Federación Guamesa de Fútbol, Dededo, Guam | Guam               | 3–0 | 6–0       | Clasificación para la Copa Mundial de 2018 |
| 2 | 10 de noviembre de 2016 | Estadio Shah Alam, Shah Alam, Malasia                                             | Papúa Nueva Guinea | 8–1 | 8–1       | Amistoso                                   |
| 3 | 25 de noviembre de 2022 | Estadio Áhmad bin Ali, Rayán, Catar                                               | Gales              | 2–0 | 2–0       | Copa Mundial de 2022                       |
| 4 | 28 de marzo de 2023     | Estadio Azadi, Teherán, Irán                                                      | Kenia              | 2–1 | 2–1       | Amistoso                                   |
| 5 | 16 de noviembre de 2023 | Estadio Azadi, Teherán, Irán                                                      | Hong Kong          | 4–0 | 4–0       | Clasificación para la Copa Mundial de 2026 |
| 6 | 21 de noviembre de 2023 | Estadio Bunyodkor, Taskent, Uzbekistán                                            | Uzbekistán         | 1–0 | 2–2       | Clasificación para la Copa Mundial de 2026 |

## Estadísticas

### Clubes
- Actualizado el 14 de abril de 2019.[2]

| Saba Qom FC Irán | 1.ª           | 2009-10       | 0   | 1  | - | - | - | - | 0   | 1  | ?    |
| Saba Qom FC Irán | 1.ª           | 2010-11       | 22  | 1  | - | - | - | - | 22  | 1  | 0,04 |
| Saba Qom FC Irán | 1.ª           | 2011-12       | 24  | 0  | - | - | - | - | 22  | 1  | 0,04 |
| Saba Qom FC Irán | 1.ª           | 2012-13       | 31  | 4  | - | - | 1 | 0 | 32  | 4  | 0,12 |
| Saba Qom FC Irán | Total club    | Total club    | 77  | 6  | - | - | 1 | 0 | 78  | 6  | 0,07 |
| Rah Ahan Yazdan FC Irán | 1.ª           | 2013-14       | 27  | 2  | - | - | - | - | 27  | 2  | 0,07 |
| Rah Ahan Yazdan FC Irán | 1.ª           | 2014-15       | 27  | 9  | - | - | - | - | 27  | 9  | 0,33 |
| Rah Ahan Yazdan FC Irán | Total club    | Total club    | 54  | 11 | - | - | - | - | 54  | 11 | 0,20 |
| Persépolis FC Irán | 1.ª           | 2015-16       | 28  | 5  | - | - | - | - | 28  | 5  | 0,17 |
| Persépolis FC Irán | Total club    | Total club    | 28  | 5  | - | - | - | - | 28  | 5  | 0,17 |
| Çaykur Rizespor Kulübü Turquía | 1.ª           | 2015-16       | 0   | 0  | - | - | - | - | 0   | 0  | 0    |
| Çaykur Rizespor Kulübü Turquía | Total club    | Total club    | 0   | 0  | - | - | - | - | 0   | 0  | 0    |
| Persépolis FC Irán | 1.ª           | 2016-17       | 2   | 0  | - | - | - | - | 2   | 0  | 0    |
| Persépolis FC Irán | Total club    | Total club    | 2   | 0  | - | - | - | - | 2   | 0  | 0    |
| KV Oostende Bélgica | 1.ª           | 2017-2018     | 21  | 2  | - | - | 2 | 0 | 23  | 2  | 0,14 |
| KV Oostende Bélgica | Total club    | Total club    | 21  | 2  | - | - | 2 | 0 | 23  | 2  | 0,14 |
| Al-Shahaniya SC Catar | 1.ª           | 2018-2019     | 11  | 4  | - | - | - | - | 11  | 4  | 0,36 |
| Al-Shahaniya SC Catar | Total club    | Total club    | 11  | 4  | - | - | - | - | 11  | 4  | 0,36 |
| Total carrera | Total carrera | Total carrera | 161 | 22 | - | - | 1 | 0 | 162 | 23 | 0,14 |
| (1) El jugador no ha disputado ninguna copa nacional. (2) Incluye datos de Liga de Campeones de la AFC (2013). (3) No incluye goles en partidos amistosos. |               |               |     |    |   |   |   |   |     |    |      |

### Selecciones

#### Participaciones en fases finales
| Competición               | Sede      | Resultado        | Partidos | Goles |
| ------------------------- | --------- | ---------------- | -------- | ----- |
| Copa Asiática 2015        | Australia | Cuartos de final | 0        | 0     |
| Mundial de Fútbol de 2018 | Rusia     | Fase de grupos   | 3        | 0     |
| Copa Asiática 2019        | EAU       | Semifinales      | 4        | 0     |
| Mundial de Fútbol de 2022 | Catar     | Fase de grupos   | 2        | 1     |
| Copa Asiática 2023        | Catar     | Semifinales      | 6        | 0     |

- Nota: Se incluirá en la tabla tercer o cuarto puesto solo si se jugó el partido por el tercer lugar.

## Palmarés

### Títulos nacionales
| Título                         | Club          | País  | Año  |
| ------------------------------ | ------------- | ----- | ---- |
| Iran Pro League                | Persépolis FC | Irán  | 2017 |
| Copa de las Estrellas de Catar | Al-Sailiya SC | Catar | 2021 |
| Copa FA de Catar               | Al-Sailiya SC | Catar | 2021 |
| Copa Hazfi                     | Sepahan FC    | Irán  | 2024 |
| Copa Hazfi                     | Esteghlal FC  | Irán  | 2025 |

### Distinciones individuales
| Distinción                                   | Año        |
| -------------------------------------------- | ---------- |
| Equipo de la temporada de la Iran Pro League | 2015, 2016 |